# Maurice Utrillo

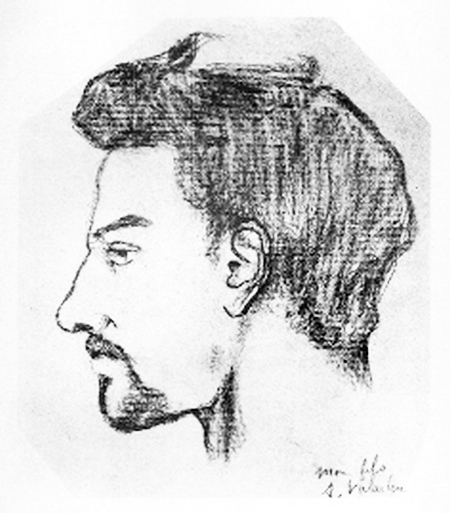
Portret van Utrillo door Suzanne Valadon, 1925

Maurice Utrillo, geboren als Maurice Valadon, (Parijs, 26 december 1883 – Dax, 5 november 1955) was een Frans kunstschilder en zijn werk wordt gerekend tot het impressionisme.

## Leven en werk
Utrillo werd geboren als zoon van de ongehuwde Suzanne Valadon. Valadon was zelf het kind van een ongehuwde moeder, een wasvrouw, maar wist zich op te werken van schildersmodel tot kunstschilder. Utrillo is een van de weinige beroemde schilders die niet alleen in Montmartre geleefd heeft maar ook in deze wijk geboren is. Suzanne Valadon heeft nooit onthuld wie de vader van Maurice was. In het verleden werden de namen genoemd van een verzekeringsagent, genaamd Maurice Boissy, de kunstschilder Pierre-Cécile Puvis de Chavannes, of zelfs Pierre-Auguste Renoir. Uiteindelijk nam in 1891 een Spaanse kunstenaar, ingenieur en kunstcriticus, Miquel Utrillo i Morlius, het wettig vaderschap op zich en voorzag daarmee het kind van een "vadersnaam". Wel is hij zijn hele leven zijn werk blijven signeren als Maurice Utrillo V, waarbij de V verwijst naar Valadon. 
Suzanne Valadon liet de opvoeding van Maurice grotendeels aan haar moeder over. Zelf had ze haar tijd nodig voor haar carrière als kunstschilder. De jongen leed op jonge leeftijd aan epileptische aanvallen. Hij studeerde aan het Collège Rollin in Parijs en woonde in Seine-et-Oise. Elke avond kreeg hij een lift van stukadoors van Pierrefitte-sur-Seine naar huis. Deze mannen trakteerden hem regelmatig op een borrel waardoor de jongen aan de drank raakte en begon te spijbelen. Zijn moeder adviseerde hem te gaan schilderen en gaf hem zelf les. Hij begon met het tekenen van straatgezichten.
In 1900 bezorgde de toenmalige echtgenoot van zijn moeder, Paul Mousis, hem een baan bij een handelsagent, maar Maurice nam na vier maanden ontslag. Hierna volgden de betrekkingen elkaar snel op. De jongeman werd telkens ontslagen op grond van zijn woedeaanvallen en zijn moeilijke karakter. In 1901 verhuisde de familie naar Sarcelles, dicht bij Montmagny en Pierrefitte-sur-Seine. Paul Mousis kocht een kleine wijngaard in Montmagny en daar begon Maurice met het schilderen van landschappen. Tot aan de winter van 1904 schilderde hij ongeveer honderdvijftig doeken waarna hij terugkeerde naar Montmartre om voornamelijk straatgezichten en kerken te schilderen
In 1905 en 1906, na in een inrichting opgenomen te zijn geweest, schilderde hij vooral Montmagny en omstreken. De periode 1907 tot 1908 wordt ook wel zijn impressionistische periode genoemd. Van 1910 tot 1916 wordt zijn witte periode genoemd omdat hij schilderde in bleke, lichte kleuren.

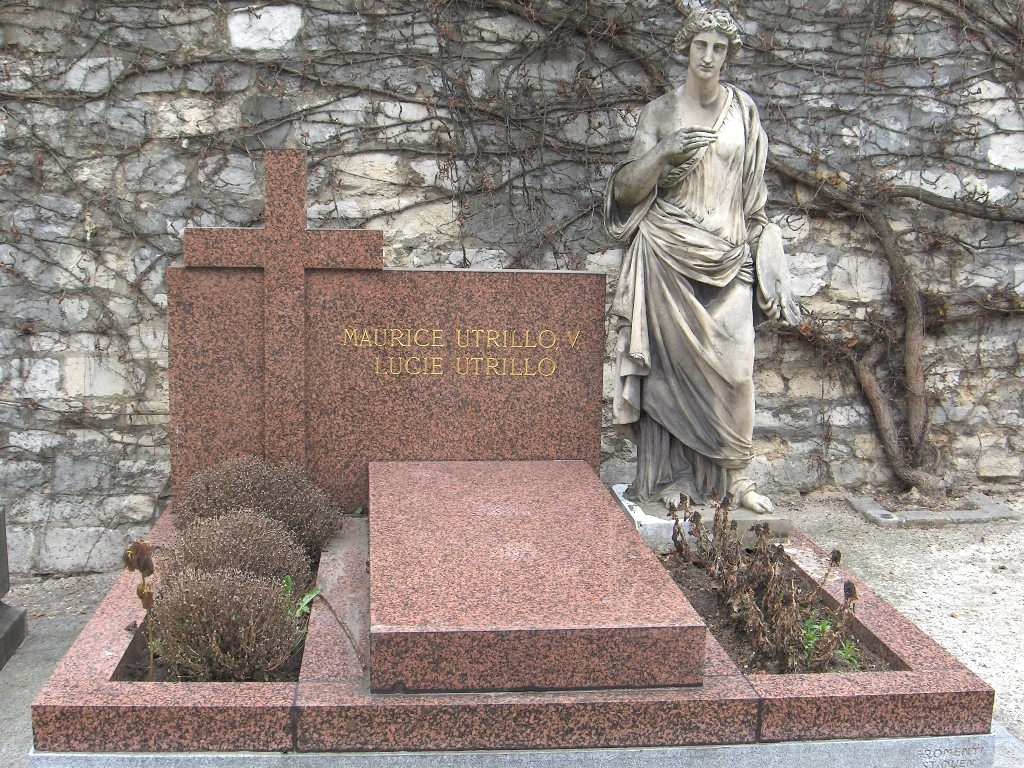
Graf van Maurice Utrillo en Lucie Valore

Vanaf 1910 kreeg hij meer aandacht van critici en andere kunstenaars maar een echte doorbraak kwam pas in 1923 toen hij samen met zijn moeder exposeerde in Galerie Bernheim-Jeune. Daarna werd hij in Frankrijk en in de rest van Europa bekend. In 1928 werd hij door de Franse regering onderscheiden met een benoeming in het Legioen van Eer. Ondanks zijn succes raakte hij af en toe weer aan de drank en werd hij vijf keer opgenomen in inrichtingen. Op middelbare leeftijd werd Utrillo religieus en toen hij vijftig jaar was liet hij zich dopen. In 1935 trouwde hij met Lucie Valore (1878-1965), de weduwe van kunsthandelaar en verzamelaar Pauwels en verhuisde hij naar Le Vésinet, even buiten Parijs. In de laatste jaren van zijn leven was hij er zo slecht aan toe dat hij niet meer buiten kon schilderen en werkte nog uitsluitend op zijn geheugen en van foto’s en ansichtkaarten.
Maurice Utrillo ligt begraven op het Cimetière Saint-Vincent in Montmartre. Lucie Valore richtte de Stichting Maurice Utrillo op om het werk van Suzanne Valadon en haar zoon meer bekendheid te geven en te beschermen.